# Último Resorte (EP)
Último Resorte, también conocido como Cementerio caliente (el primer tema del disco, propiamente sin título) es un extended play de la banda Último Resorte y el primero de los discos que publicaron.
El extended play fue editado por el sello independiente de Barcelona Flor y Nata (referencia FYN-2) a comienzos de verano de 1982, lo que lo convierte en uno de los primeros discos punk de la segunda ola del punk español, más o menos simultáneo al primer EP de Siniestro Total y el EP Quiero ser santa de Parálisis Permanente. 
En las revistas musicales se comentó con asombro la osadía de incluir 7 temas en un disco de 7” (realmente, no tan impresionante comparado con los 12 temas del EP de Rudimentary Peni, anterior en más de medio año, pero que desde luego la prensa nacional desconocía; por no hablar del EP de 7” de 22 temas de DRI, que salió en enero de 1983).
La portada, imitando un poco el estilo de las portadas del sello Crass, era desplegable, e impresa en blanco y negro. La parte de delante muestra el logo del grupo en blanco sobre un fondo negro, recortado sobre unas tramas que se entrecruzan. En la contraportada, sobre las mismas tramas se halla una foto del conjunto e información sobre el disco. En el interior hay otra foto del grupo, las letras de las canciones y el listado de temas y miembros del grupo (presentados con un tal vez irónico «gracias a...»). No se indican otros datos (estudios, técnicos, etc.).
Según descripción de la propia Silvia, el disco es «una guarrada, pero directo y cortante». Testigo de la pobre calidad sonora era la advertencia de la contraportada: «Para una mejor audición este disco ha de ser escuchado a un volumen superior al normal». Las escasas dotes del novato batería Peter Punk (que entró en el grupo a toda prisa tras la marcha de Panko para poder grabar el disco) contribuyen poco a mejorar la calidad del EP, considerado, no obstante, un clásico del punk español.
La mayoría de las canciones del disco pertenecen al repertorio un año y hasta dos anterior, pero, en comparación con la maqueta de 1981, no sólo presentan un sonido distorsionado y más agresivo, sino que se interpretan al doble de velocidad, sonando al estilo novopunk, con ritmo D-beat en algunos de los temas (particularmente el último, cuya letra se inspira claramente en las de Discharge). La letra de «Violencia» ocasionó, por su aparente celebración de la misma, cierta perplejidad entre otros punks que, como Último Resorte, habían adoptado el anarcopacifismo de Crass y demás anarcopunks. Según ha declarado Silvia mucho tiempo después, la letra se inspiró en el comportamiento de algunos miembros de Frenopaticss. 
El EP vendió bastante bien para ser una publicación independiente, teniéndose que reeditar varias veces. Una copia llegó, más de un año tarde, al fanzine-revista Maximum RocknRoll, donde comentaron el sencillo favorablemente, aplaudiendo especialmente la primera canción por su «irresistible» estribillo.

## Listado de temas

### Cara A
1. «Cementerio caliente»
(UR)
2. «Peligro social»
(UR)
3. «Johny Mofeta»
(UR)
4. «Violencia»
(UR)

### Cara B
1. «Barcelona es diferente»
(UR)
2. «Anticristo»
(UR)
3. «Basta ya de radioactividad!»
(UR)

## Personal
- Silvia - voz
- Juanito - bajo y voz
- Strong - guitarra y voz
- Rosa - sintetizador y voz
- Peter - batería